# کتابخانه و بایگانی ملی کبک

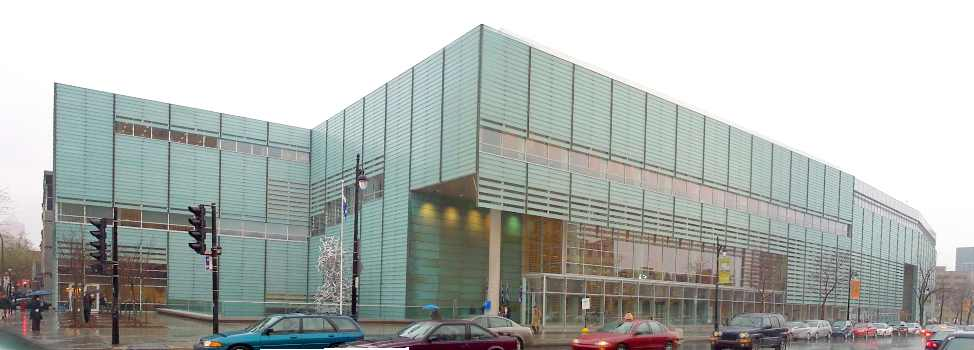
نمایی از ساختمان بیرونی کتابخانه

کتابخانه ملی کبک، یا کتابخانه و بایگانی ملی کبک (به فرانسوی: Bibliothèque et Archives nationales du Québec) در شهر کبک کانادا در سال ۱۹۶۸ شکل گرفت. این کتابخانه تمام کارهای جدید کتابخانهٔ ملی شامل واسپاری قانونی و جمع‌آوری کتابشناسی‌های جاری و گذشته مربوط به کبک را انجام می‌دهد.

## تاریخچه
آرشیو ملی کبک (به فرانسوی: Archives nationales du Québec, ANQ) در ۲ سپتامبر ۱۹۲۰ با پیر جورج روی به عنوان اولین بایگانی ارشد کبک تأسیس شد. هدف این مؤسسه پردازش مطالب تاریخی، به ویژه آرشیوهای عمومی و بایگانی‌های دولت کبک و جمع‌آوری اسناد مربوط به تاریخ کبک بود. ANQ در سال ۱۹۶۱ تحت صلاحیت اداره امور فرهنگی قرار گرفت و در سال ۱۹۶۳ به آرشیو استان کبک (Archives de la Province de Québec) تغییر نام داد.

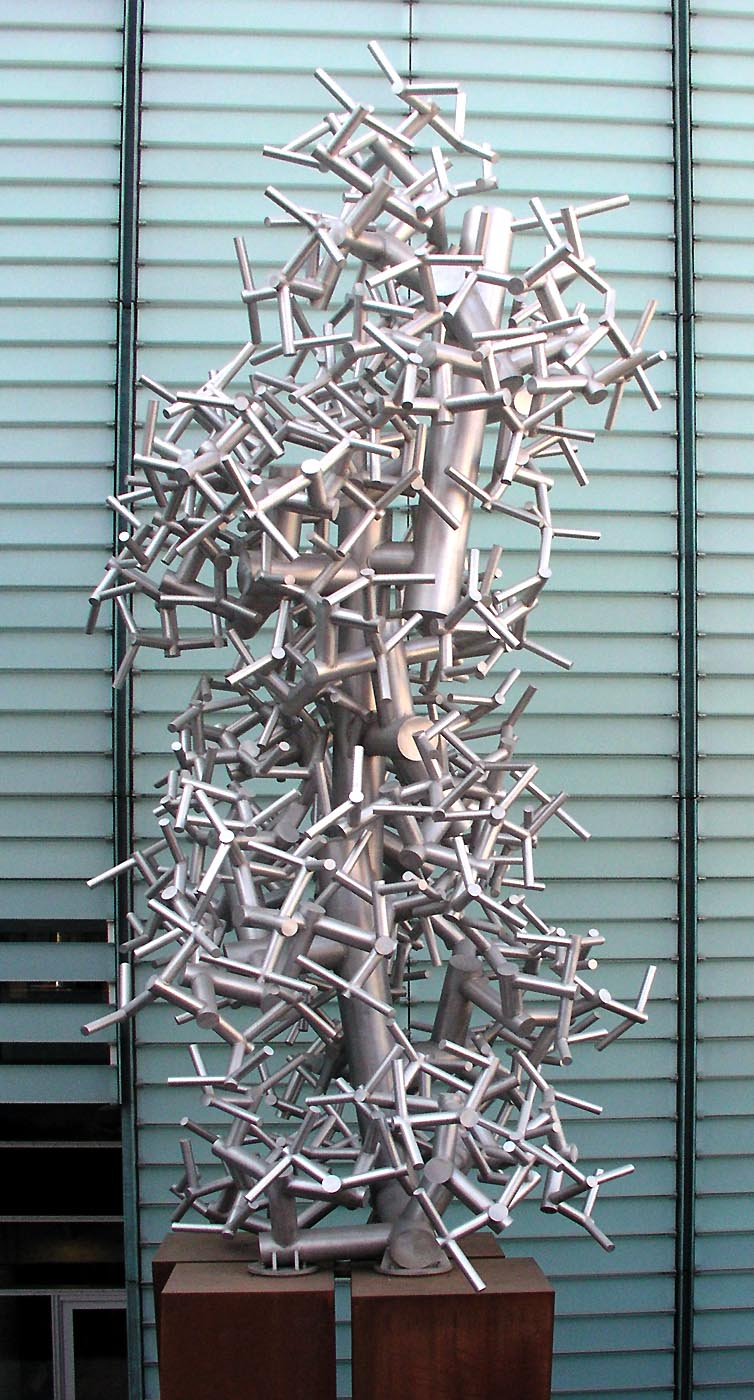
مجسمه ژان پیر مورن Espace Fractal در خارج از Bibliothèque et Archives nationales du Québec در مونترال کانادا